# Riki Sorsa
Richard Esko Sorsa, detto Riki (Helsinki, 26 dicembre 1952 – Helsinki, 10 maggio 2016), è stato un cantante finlandese.

## Carriera
Ha iniziato la sua carriera nel 1974 come cantante nella band The Zoo. Ha rappresentato la Finlandia all'Eurovision Song Contest 1981 con la canzone Reggae OK. La canzone è stata composta da Jim Pembroke, e i testi sono stati scritti da Olli Ojala, ed è stato diretta da Otto Donner. Sorsa ha pubblicato diversi album, cantando in finlandese, svedese e inglese. Sorsa morì di cancro il 10 maggio 2016.

## Discografia

### Album
- The Zoo Hits Back (The Zoo, 1974)
- Changing Tunes (1981)
- Desert of Love (1982)
- Riki Sorsa (1983)
- This Is the Night (1983)
- Kellot ja peilit (1984, CD 1985)
- Myrskyn silmä (1986)
- Roomanpunaista (1989)
- Silmiisi sun (1992)
- Riki Sorsa & Leirinuotio-orkesteri (1993)
- Pieniä asioita (1994)
- Suolaista ja makeaa (1996)
- Valoa (2000)
- Kun tunnet rakkauden – Suomalainen laulukirja (2013)

### Compilation
- Tähän asti – So Far 1980–1985 (1985)
- CBS-klassikot (1989)
- Parhaat (1998)
- Haltuus annan lauluni – 18 balladia (2007)